# George R. Carey

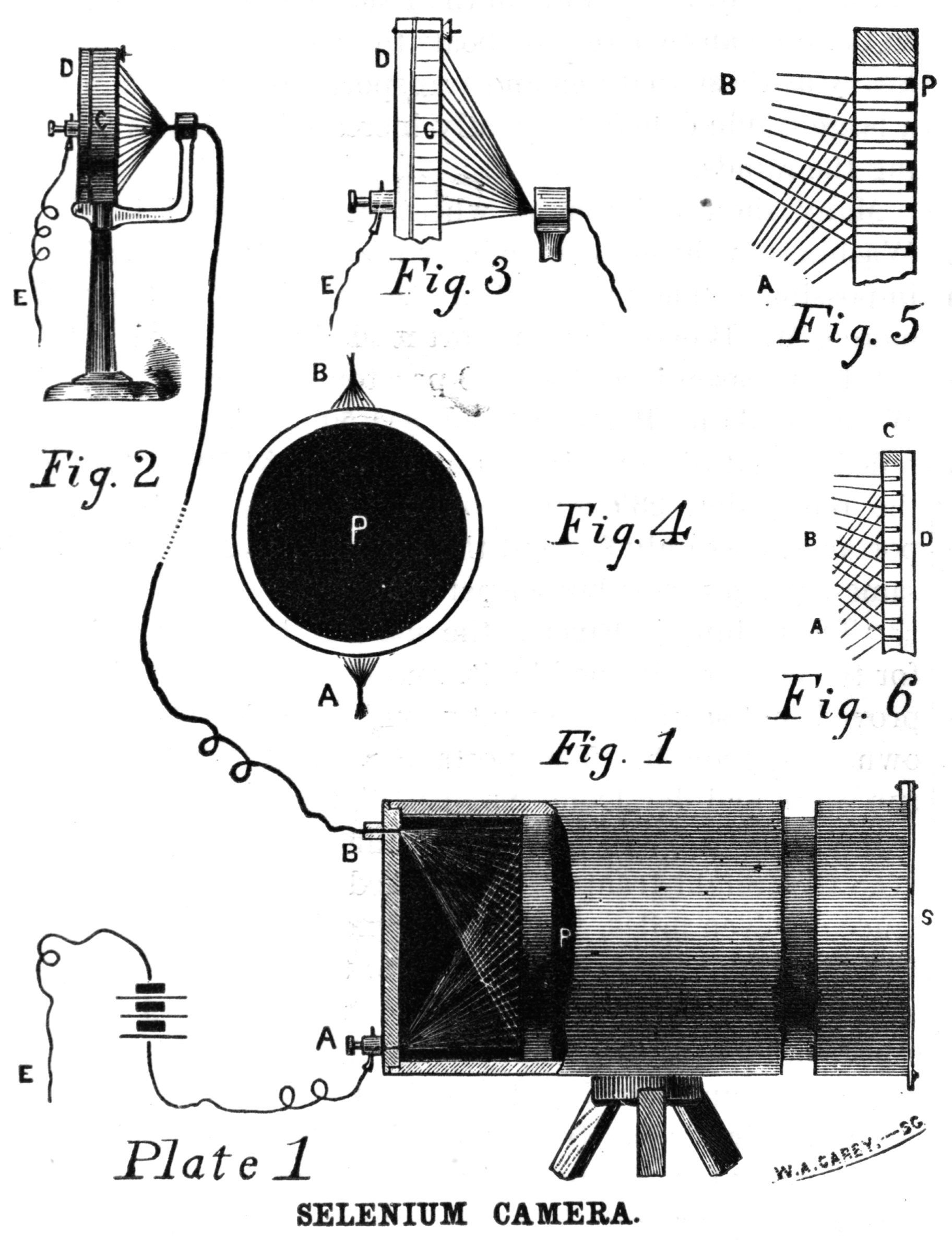
Selenium camera von George R. Carey, 1880

George R. Carey (* 1851; † 1906) war ein US-amerikanischer Erfinder. 

## Leben
George R. Carey arbeitete als Landvermesser für die Stadt Boston. 
Er erfuhr von der Entdeckung der Photokonduktanz des Selens durch Willoughby Smith aus dem Jahr 1873 und machte 1875–1879 einen groben Entwurf für ein Bildübertragungssystem (englisch selenium camera). Es war ein erster Schritt zur Übertragung von Bildern durch Zerlegung in ihre Elemente beim Senden und Zusammensetzen durch den Empfänger (siehe auch Geschichte des Fernsehens). 
Seine Idee von einem Telectroscope veröffentlichte er in zwei Artikeln der Scientific American vom 17. Mai 1879 und 5. Juni 1880. Seine Manuskripte und Tagebuch erwarb das Karpeles Manuscript Library Museum. 